# 1841 في بيرو

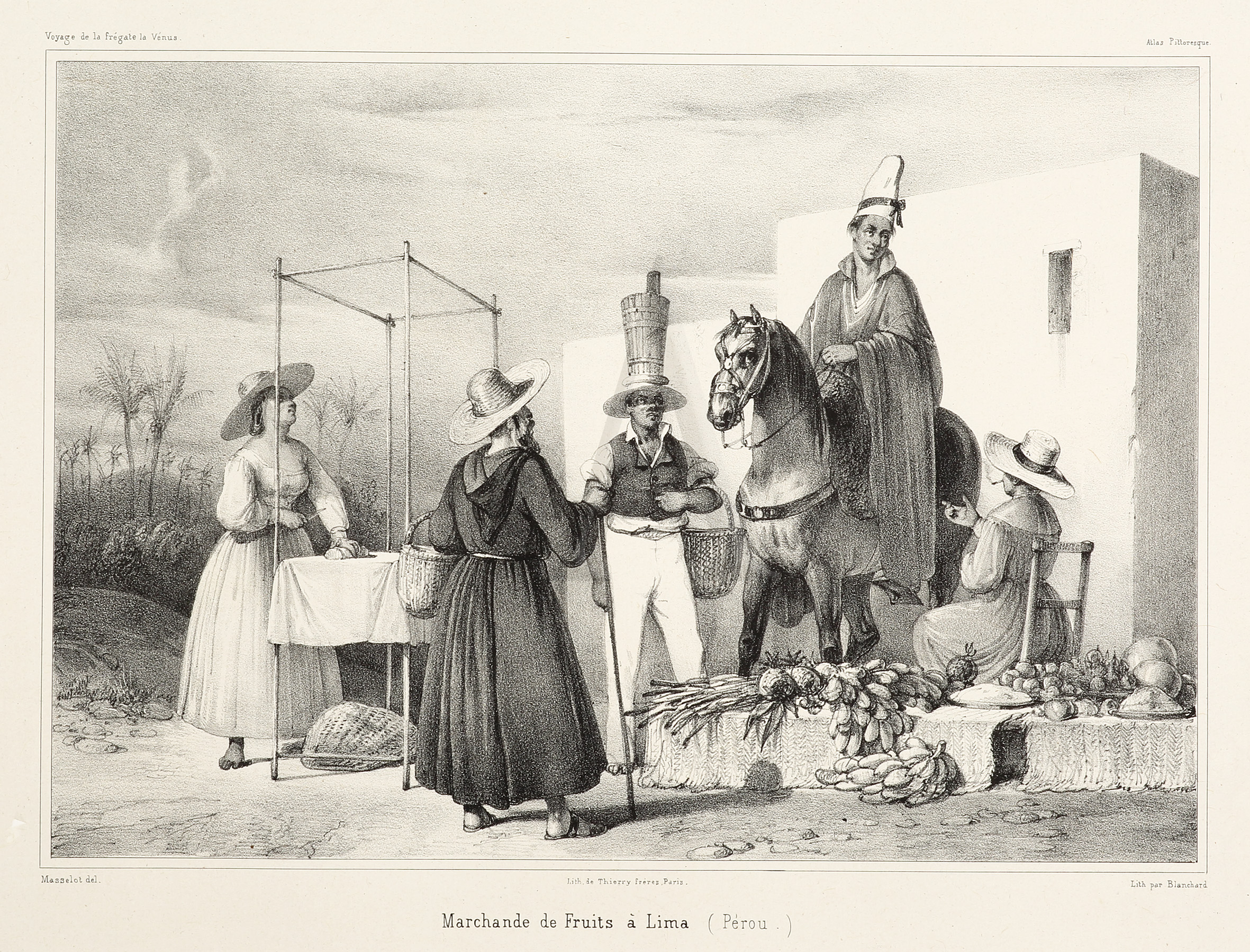
مطبوعة حجرية نادرة من الحساب الرسمي لـ Abel du Petit-Thouars، Voyage Autour du Monde sur La Venus 1836-1839. وصلت فينوس إلى كالاو في 13/5/37 وأقامت خلالها دورتيت دي لمدة شهر

فيما يلي قوائم الأحداث التي وقعت خلال عام 1841 في بيرو.

## سياسة

### انتهاء فترة المنصب
- 18 نوفمبر – أوغستين جامارا رئيس بيرو.

## مواليد

### يوليو
- 14 يوليو – مانويل كاندامو سياسي بيروفي.

## وفيات

### نوفمبر
- 18 نوفمبر – أوغستين جامارا (مواليد 1785)